# Frank Faylen
Frank Faylen (nacido Charles Francis Ruf, 8 de diciembre de 1905 - 2 de agosto de 1985) fue un actor de cine y televisión estadounidense. 

## Biografía y carrera
Nacido en St. Louis, Missouri, Faylen comenzó su carrera como actor cuando era un bebé que aparece con su vodevil -Realizar los padres en el escenario. La familia vivía en un showboat, y actuó durante su juventud.
Faylen se convirtió en actor de teatro a los 18 años y finalmente comenzó a trabajar en películas en la década de 1930. Comenzó a interpretar varios papeles para Warner Bros, luego trabajó como autónomo para otros estudios en roles de personajes gradualmente más importantes. Apareció como el director musical de Walt Disney en The Reluctant Dragon y como un severo funcionario ferroviario en la comedia de Laurel y Hardy A-Haunting We Will Go. Faylen, Laurel y el jugador de reparto de Hardy, Charlie Hall, formaron equipo brevemente con Monogram Pictures. 
Faylen murió de neumonía en Burbank, California, en 1985. Fue enterrado en el cementerio San Fernando Mission en Mission Hills, Los Ángeles, California. 

## Filmografía
- 1936 Road G6 The Sky Parade
- 1936 Border flight
- 1936 Bullets or Ballots
- 1936 China Clipper
- 1937 Kid Galahad
- 1937 The Case of the Stuttering Bishop
- 1937 Ever Since Eve
- 1937 Dance Charlie Dance
- 1937 Public wedding
- 1937 they will not forget
- 1937 Talent Scout
- 1937 That Certain Woman
- 1937 Wine, women and horses
- 1937 Back in circulation
- 1937 East
- 1938 The Invisible Menace
- 1938 No time to get married
- 1938 Four's a Crowd
- 1938 Too hot to handle
- 1939 Idiot's Delight
- 1939 Can't get away with murder
- 1940 millionaire playboy
- 1940 call to the curtain
- 1940 Saturday's Children
- 1940 Edison, the man
- 1940 La Conga Nights
- 1940 Brother Orchid
- 1940 Pop Always Pays
- 1940 Margie
- 1940 No Time for Comedy
- 1940 City for Conquest
- 1940 East of the River
- 1940 Blame it on Love
- 1941 The Reluctant Dragon
- 1941 Come live with me
- 1941 Footsteps in the Dark
- 1941 Knockout
- 1941 Model Wife
- 1941 Thieves fall
- 1941 Yours affectionately
- 1941 Flowers in the dust
- 1942 Yankee Doodle Dandy
- 1942 Maisie Gets Her Man
- 1942 Tough As They Come
- 1942 The Pride of the Yankees
- 1942 Wings for the Eagle
- 1942 A-Haunting We Will Go
- 1942 Wake Island
- 1942 Somewhere I'll find you
- 1942 The Palm Beach Story
- 1942 Across the Pacific
- 1951 My Favorite Spy
- 1952 The Sniper
- 1956 Three Brave Men
- 1957 Seventh Cavalry
- 1957 Shooting at the OK Corral
- 1957 Dino
- 1960 North to Alaska
- 1965 Uncle with the Monkey
- 1965 fluffy
- 1965 When Boys Meet Girls
- 1966 The Beverly Hillbillies (serie de televisión)
- 1968 Petticoat Junction
- 1968 funny girl